# Texas, Our Texas
Texas, Our Texas (Teksas, Nasz Teksas) – hymn Teksasu, został przyjęty w 1929 roku po konkursie. Muzyka została skomponowana w 1924 r. przez Williama Johna Marsha, napisał on też słowa wraz z Gladysem Yoakumem Wrightem.
W 1959 r. władze Alaski wymusiły zmianę słów „największy i najwspanialszy” (largest and grandest) na „najodważniejszy i najwspanialszy” (boldest and grandest). Pieśń przyjęto w 1993 roku, przez 73. rząd Teksasu.

## Słowa[2]
Texas, our Texas! All hail the mighty State!

Texas, our Texas! So wonderful so great!

Boldest and grandest, Withstanding ev'ry test;

O Empire wide and glorious, You stand supremely blest.

Ref.

God bless you Texas! And keep you brave and strong,

That you may grow in power and worth, Thro'out the ages long.

Texas, O Texas! Your freeborn single star,

Sends out its radiance to nations near and far.

Emblem of freedom! It sets our hearts aglow,

With thoughts of San Jacinto and glorious Alamo.

Ref.

Texas, dear Texas! From tyrant grip now free,

Shines forth in splendor your star of destiny!

Mother of heroes! We come your children true,

Proclaiming our allegiance, our faith, our love for you.

Ref.